# Achaia (periferie-district)

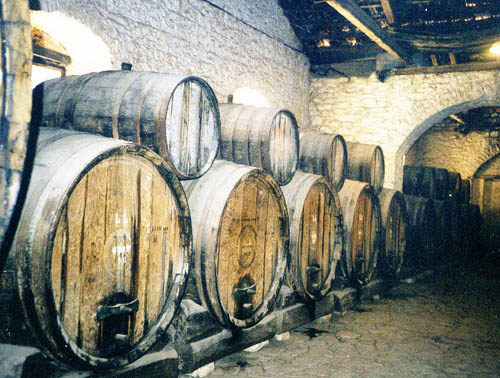
Achaia Clauss wijn

Achaia (Grieks: Αχαΐα; Nederlands: Achaje, Achaja of Achea; Latijn: Achaia of Achaea) is een periferie-district (perifereiaki enotita) van Griekenland, gelegen op de noordelijke Peloponnesos. De hoofdstad is Patras en het periferie-district had 322.789 inwoners (2001).

## Geschiedenis
Zie hiervoor Achaea (landstreek)

## Plaatsen[2]
| Plaats         | Hoofdplaats (vroeger) | Postcode               | GEMEENTE       | Hoofdplaats van de gemeente |
| -------------- | --------------------- | ---------------------- | -------------- | --------------------------- |
| Aigeira        |                       | 250 10                 | Aigialeia      | Aigio                       |
| Aigio          |                       | 251 00                 | Aigialeia      | Aigio                       |
| Akrata         |                       | 250 06                 | Aigialeia      | Aigio                       |
| Aroania        | Psofida               |                        | Kalavryta      | Kalavryta                   |
| Diakopto       |                       | 250 03                 | Aigialeia      | Aigio                       |
| Dymi           | Kato Achaïa           |                        | Dytiki Achaïa  | Kato Achaïa                 |
| Erineos        |                       |                        | Aigialeia      | Aigio                       |
| Farres         | Chalandritsa          |                        | Erymanthos     | Chalandritsa                |
| Kalavryta      |                       | 250 01                 | Kalavryta      | Kalavryta                   |
| Kalentzi       |                       |                        | Erymanthos     | Chalandritsa                |
| Larissos       | Lappa                 |                        | Dytiki Achaïa  | Kato Achaïa                 |
| Lefkasio       | Kleitoria             |                        | Kalavryta      | Kalavryta                   |
| Leontio        |                       | 250 08                 | Erymanthos     | Chalandritsa                |
| Messatida      | Ovrya                 |                        | Patra (Patras) | Patra (Patras)              |
| Movri          | Sageika               |                        | Dytiki Achaïa  | Kato Achaïa                 |
| Olenia         | Lousika               |                        | Dytiki Achaïa  | Kato Achaïa                 |
| Païon          | Dafni                 |                        | Kalavryta      | Kalavryta                   |
| Paralia        |                       | 263 xx, 264 xx, 265 00 | Patra (Patras) | Patra (Patras)              |
| Patra (Patras) |                       | 26x xx                 | Patra (Patras) | Patra (Patras)              |
| Rio            |                       | 265 xx                 | Patra (Patras) | Patra (Patras)              |
| Sympoliteia    | Rododafni             |                        | Aigialeia      | Aigio                       |
| Tritaia        | Stavrodromi           |                        | Erymanthos     | Chalandritsa                |
| Vrachnaiika    |                       | 250 02                 | Patra (Patras) | Patra (Patras)              |

Achaia · Etoloakarnania · Ilia